# 유엔 빈 사무국

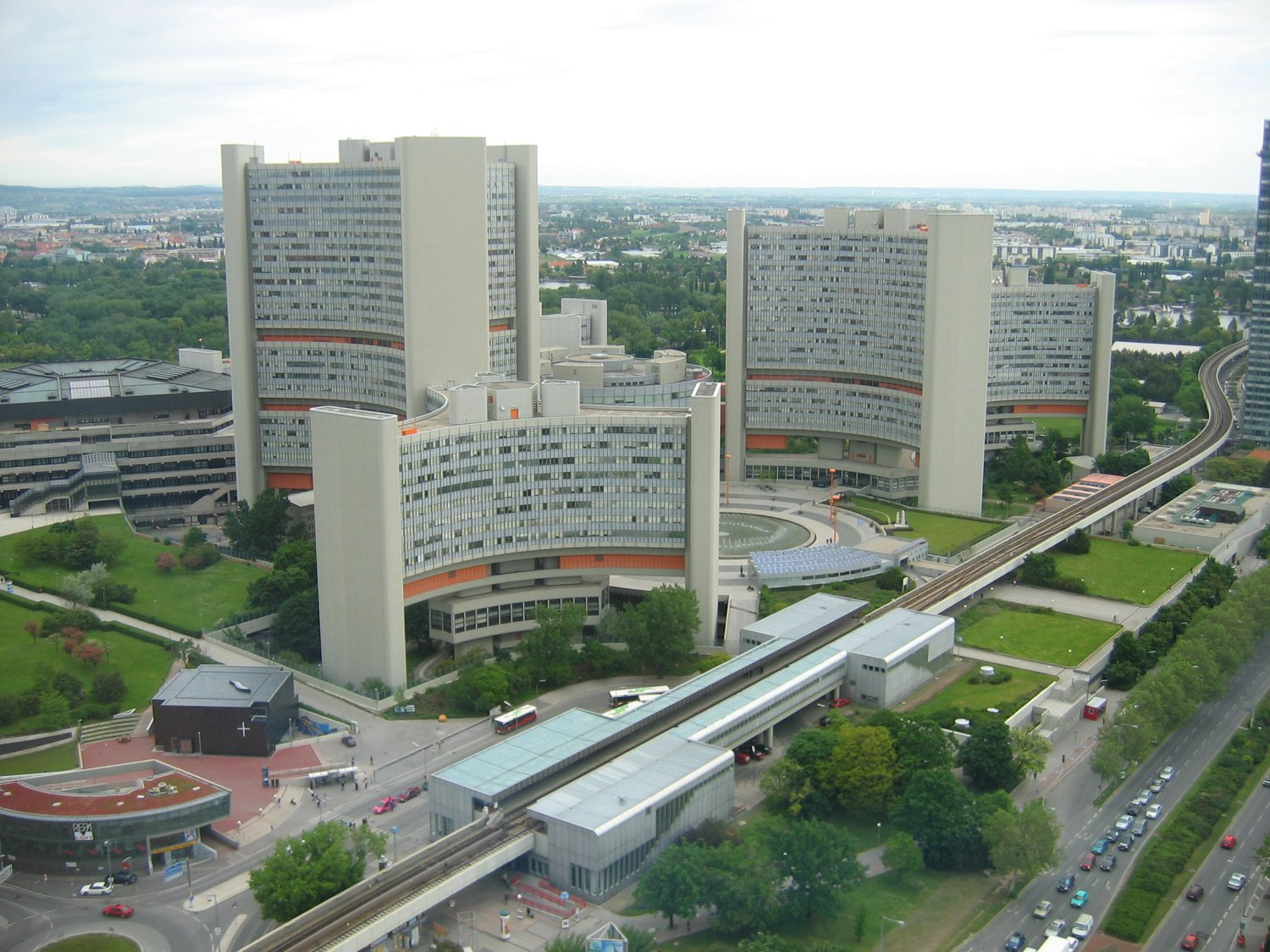
비엔나 유엔 사무국

유엔 빈 사무국 (United Nations Vienna Office)

유엔 빈 사무국은 오스트리아 수도 빈의 비엔나 국제 센터에 위치한 유엔 사무국이다. 1980년 1월 1일에 설립되었다.

## 주요 기관

### 빈에 본부를 둔 기구
- 국제 원자력 기구
- 핵무기 실험금지 조약 기구를 위한 준비 위원회
- 유엔 국제 무역법 위원회
- 유엔 공업 개발 기구
- 유엔 우주 정세 사무소
- 유엔 마약 범죄 사무소

### 빈에 지점을 둔 기구
- 국제 도나우 강 보호 위원회
- 유엔 난민 고등 판무관 사무소
- 유엔 정보 서비스
- 유엔 기획 서비스 사무소
- 유엔 내무 감독 사무소 조사국
- 유엔 우편부

## 같이 보기
- 유엔 제네바 사무국
- 유엔 나이로비 사무국